# Brđani (Rešetari)
Brđani es una localidad de Croacia situada en el municipio de Rešetari, en el condado de Brod-Posavina. Según el censo de 2021, tiene una población de 201 habitantes.

## Demografía
| Gráfica de población de Brđani 1857-2011                            |
|                                                                     |
| Según los censos de población de la Oficina de Estadísticas Croata. |